# Bynum (Montana)
Bynum é uma cidade no Condado de Teton, Montana, Estados Unidos, aproximadamente 13 milhas ao norte de Choteau. Sua população era 31 a partir do censo de 2010.
O nome da cidade é derivado do nome de uma família de (colono ou colonizadores) que viviam na área.